# NGC 1616
NGC 1616 je galaksija u zviježđu Dlijetu.

## Vanjske poveznice
- SEDS: NGC 1616